# 夢のような日々
夢のような日々(ゆめのようなひび)は、ガガガSPの11thシングル。2006年1月25日発売。発売元はソニー・ミュージック・レコーズ。

## 収録曲＆解説
1. 夢のような日々
  - 作詞・作曲：山本聡
  - PVには、笑い飯の西田幸治が出演している。
  - 以後、「ガガガSPベストアルバム」にも収録された。
2. さんま焼けたか
  - 作詞・作曲：コザック前田
  - 以後、アルバム「青春狂時代」にも収録された。
3. 雪の街
  - 作詞・作曲：コザック前田